# Tinganes

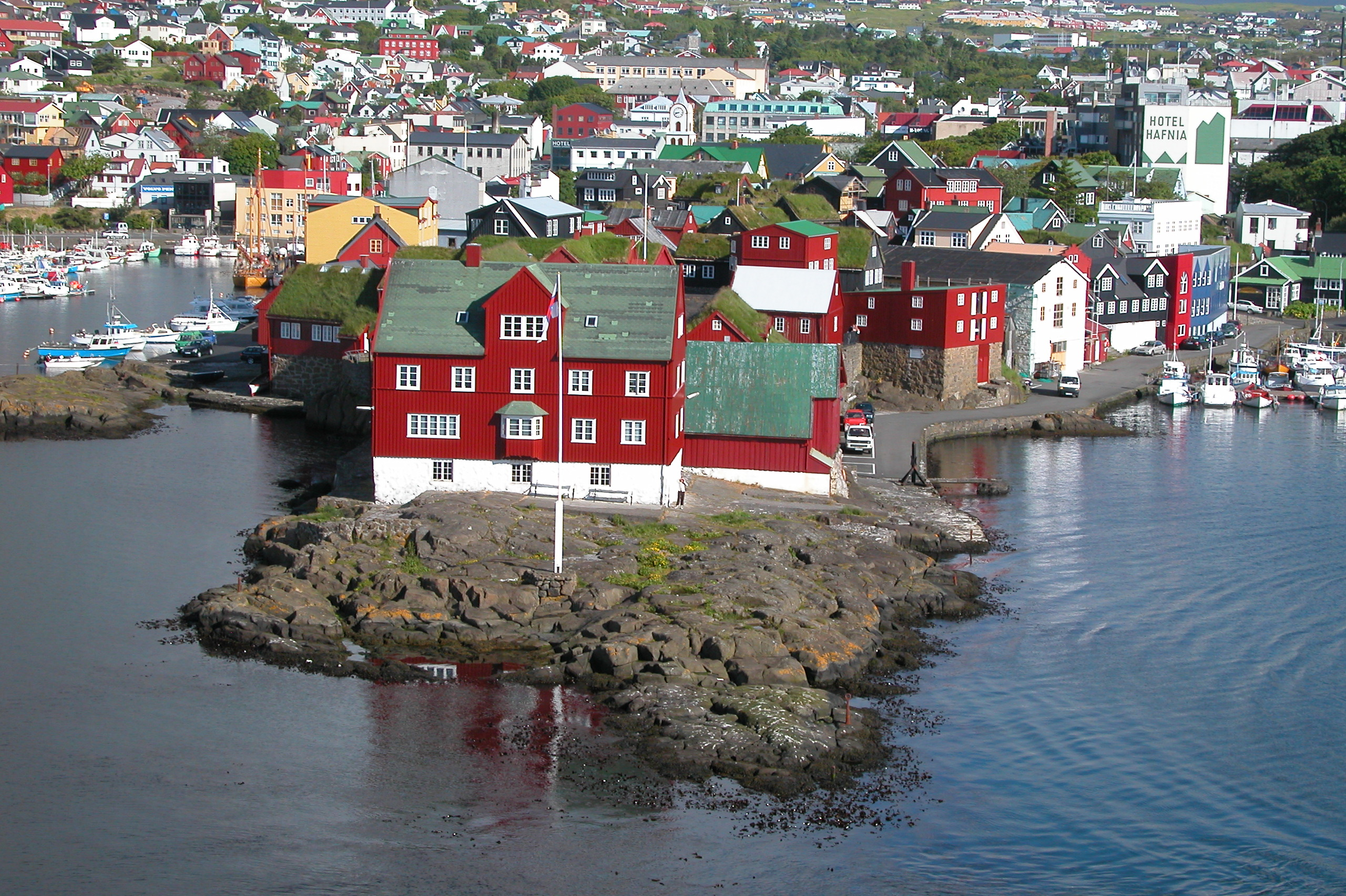
Halvön Tinganes i Tórshavn. Längst fram syns huset Skansapakkhusið

Tinganes är den gamla stadsdelen i den färöiska huvudstaden Tórshavn. Tinganes har fått sitt namn från lagtinget som etablerades på denna halvö under vikingatiden.
Halvön delar hamnen i två delar; Eystaravág och Vesteravág. På den yttersta spetsen ligger Skansapakkhusið, landsstyrets huvudbyggnad. Den smala huvudgatan på Tinganes är Gongin. Det var på Tinganes de första norska kolonisterna hade sitt första ting år 825.